# Thornhill (Dumfries e Galloway)
Thornhill (Bàrr na Driseig in lingua scots) è una località della Scozia, situata nell'area di consiglio di Dumfries e Galloway.